# Марко Белотті
Марко Белотті (італ. Marco Belotti, 29 листопада 1988) — італійський плавець.
Учасник Олімпійських Ігор 2008, 2012, 2016 років.
Призер Чемпіонату світу з плавання на короткій воді 2014 року.
Призер літньої Універсіади 2015 року.